# Велика хоральна синагога (Гродно)
Велика хоральна синагога у Гродні — синагога, що діє в середмісті Гродна, Білорусь. Відома з XVI ст.

## Історія

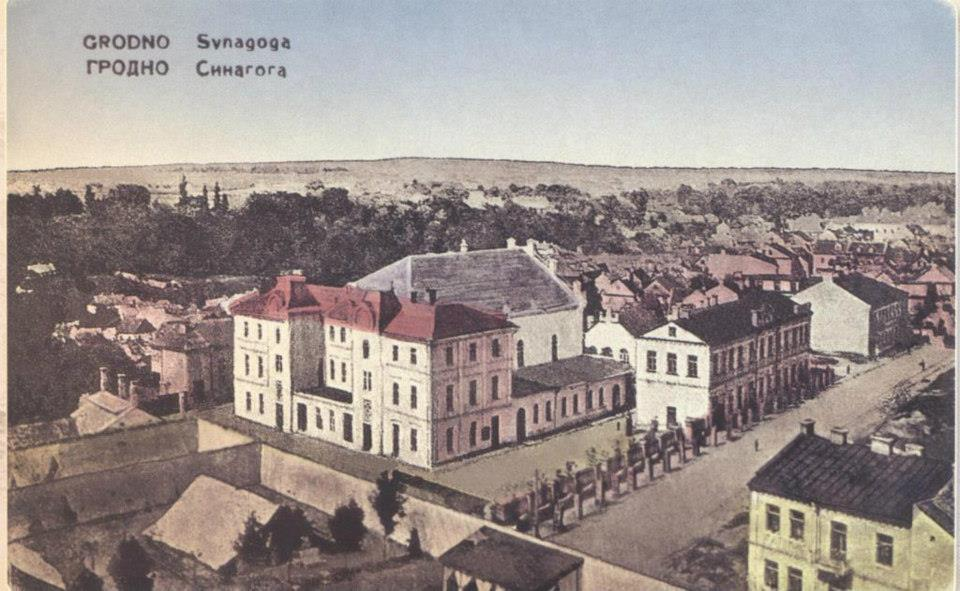
Гродно. Синагога. Листівка поч. XX століття

Вперше про Гродненську синагогу згадують у 1540 році. Невідомо, чи існує зв'язок між згаданою синагогою та нинішньою будівлею, але і заперечувати цього не можна.
Перша кам'яна синагога в Гродні була побудована у 1575—1580 рр. рабіном Мордехаєм бен-Авраамом Яффе, виходцем з Праги, який переїхав до Гродна у 1572 р. Вважається, що нову будівлю синагоги побудував відомий італійський архітектор Санті Гуччі, проте підтвердження його роботи в Гродні немає. Він побудований у стилі ренесансу і є одним із найстаріших у Білорусі.
Пожежа 1617 року зруйнувала синагогу, але незабаром король і великий князь Сигізмунд Ваза дозволив євреям побудувати нову синагогу на місці старої.
Всупереч королівському дозволу висота побудованої кам'яної синагоги була набагато більшою, ніж навколишніх будинків, і будівля синагоги була однією з найбільш монументальних у місті.
Головна синагога мала особливості, яких немає на інших об'єктах цього типу. Наприклад, арон-ха-кадеш (шафа для зберігання Тори), яка традиційно мала знаходитись у східній частині кімнати, що направлена у бік Єрусалиму, у Гродненській синагозі була трохи зміщена. Мордехай Яффе вважав, що ніщо не повинно стояти на уявній лінії між аарон-ха-кадешем і Святим містом, щоб не заважати духовному зв'язку з Палестиною.
Синагога виділялася надзвичайною вишуканістю та розкішшю. Як і в інших синагогах того часу, підлога була трохи нижче рівня землі. Обряди та ритуали Гродненської синагоги відрізнялися від тих, що були прийняті в інших синагогах Великого князівства Литовського. Наприклад, тут виконувались піюти — релігійні гімни, автором яких вважається Мордехай Яффе .
Перші відомі зображення синагоги на планах міста датуються 1706 та 1753 роками (так звані «петровський» та «дрезденський» плани). Вони показують велику, майже квадратну в плані будівлю з двома випнутими об'ємами на передньому фасаді (дрезденський план). Місце розташування будівлі збігається з нинішньою синагогою і тому можна сказати, що вона існує принаймні з початку XVIII століття.і, напевно, є значно перебудованою будівлею кінця XVI ст.
Синагога була центром життя єврейської громади Гродна в XIX столітті. Окрім релігійної, вона виконувала й інші функції. Тут єврейська громада збиралася для обговорення важливих питань (поділ податків, відбір новобранців, запровадження нових державних законів). Тут вчені-талмудисти промовляли проповіді, працювала бібліотека, збиралися пожертви, відбувалися концерти. Водночас вона залишалася осередком освіти та просвіти. У прибудовах розміщувалися Єшива та талмуд-тора, збиралося товариство з вивчення Талмуду .

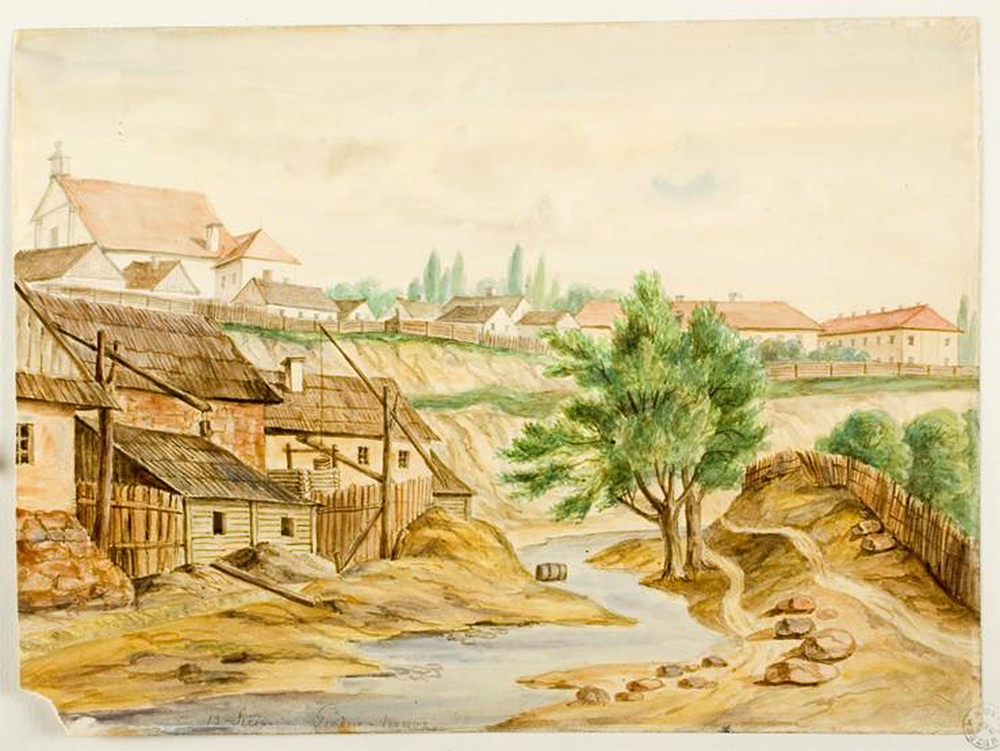
Наполеон Орда. Гараднічанка. 1861—1869

Жодних зображень синагоги XVI—XVIII століть не збереглося. Першими зображеннями цієї будівлі, напевно, можна вважати дві роботи Наполеона Орди, зроблених у другій половині 1860-х років. Один малюнок зроблений із долини Гараднічанки, приблизно з-під мосту через річку біля Будинку дитячої та юнацької творчості. На ній синагога займає одне з найважливіших місць. Це будівля з дуже високим дахом, декоративним заднім фасадом та двома башточками попереду.
На фотографії Яна Блазункевича, зробленій приблизно у 1896—1898 роках, синагога зображена у тому вигляді, який вона мала до 1885 р. Отже, відбудова храму в псевдоросійському стилі сталася лише після 1898 р.
Будівля сильно постраждала під час літньої пожежі 1899 року. А в 1900 р. до канцелярії губернатора надійшло клопотання від громадянина єврейської громади Йосипа Фрумкіна дозволити будівництво та відновлення спаленої синагоги. Петиція була задоволена за умови, що нова будівля буде зведена повністю з вогнетривких матеріалів.
У 1902—1905 рр. синагога була відбудована за фінансової підтримки губернатора в одній із різновидів еклектики — російському модерні. Цей стиль властивий верхній арці з розетками, усіченого шатра з кованим оздобленням карнизу.
На думку історика А. Вашкевича, час відбудови синагоги близький до часу спорудження подібної архітектурної пам'ятки міста — будинку купця Муравйова на Радянській площі. На його думку, декоративне оздоблення будинку Муравйова та хоральної синагоги дозволяє стверджувати, що проэктант будинку та автор реконструкції храма — це одна особа. Реконструкція синагоги в сучасному варіанті характеризувалася спорудженням декоративних псевдоросійських веж, опусканням даху, великою кількістю ліпнини (тоді, мабуть, робилася ліпнина всередині будівлі).
За повідомленням гродзенського краєзнавця М. Супрона, автором перебудови синагоги був модний на той час у місті архітектор — Мойсей Зельманович Любич, який до того часу встиг побудувати в Гродні щонайменше три молитовні школи, серед яких — молитовний будинок м'ясників біля головної синагоги.
З приходом радянської влади в 1940 році синагога була закрита.
Під час німецької окупації синагога, яка знаходилася в центрі єврейського гетто, служила нацистам для збору євреїв перед тим, як їх відправляли в концтабори. Багатий внутрішній декор будівлі в цей період був серйозно пошкоджений.
У радянський період (1944—1991) будівля спочатку використовувалася як склад, а з 1960-х років — як художні майстерні.

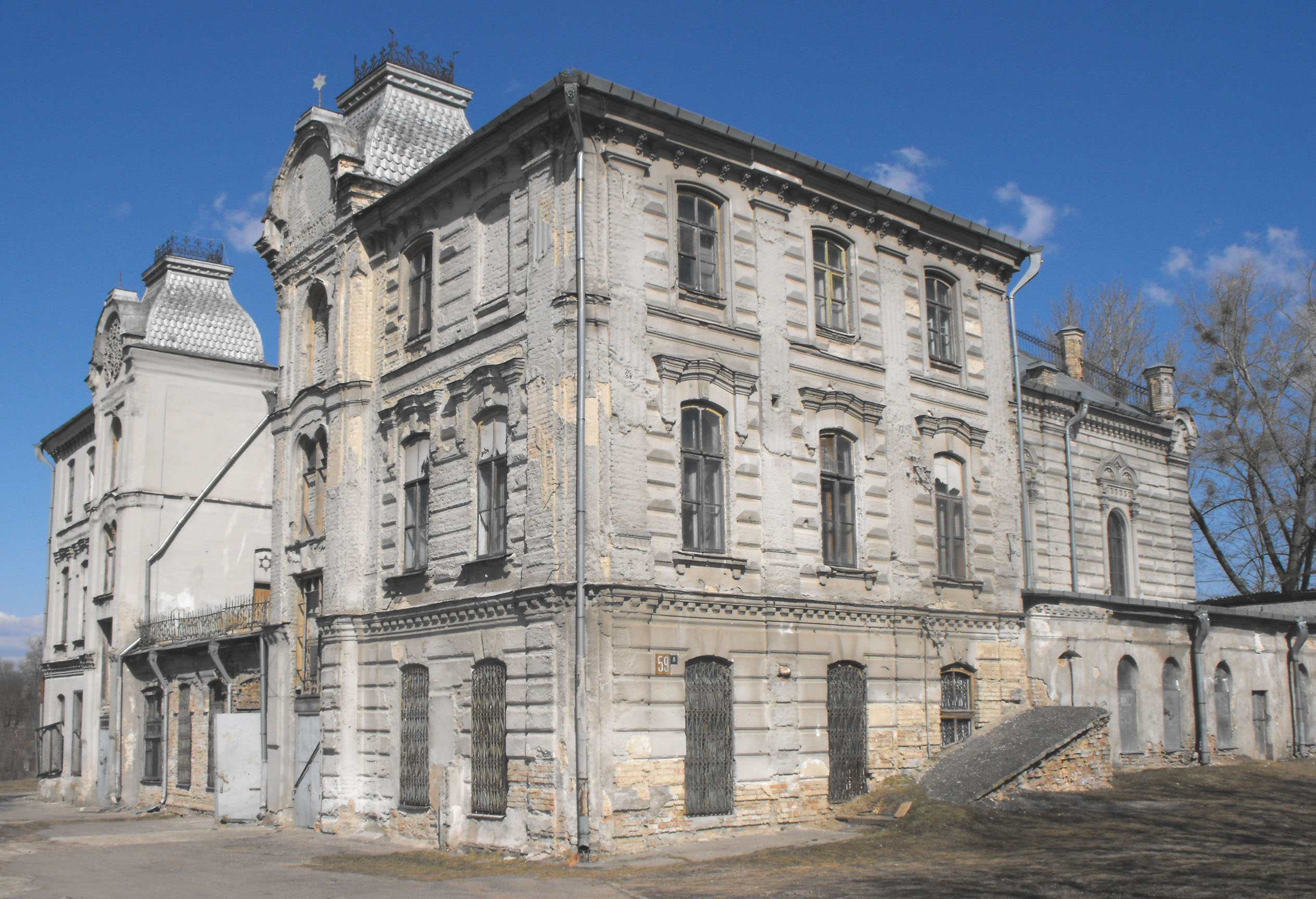
Синагога перед реставрацією

З 1991 року будівлю повернули єврейській релігійній громаді. У 2011 році синагогу було реконструйовано. Зараз тут проводяться служби, культурні заходи та зустрічі єврейської громади.
У головній залі синагоги з 2019 року працює центр неформальної освіти про єврейський світ.
У 2012 році в синагозі було відкрито приватний музей історії євреїв. У 2014 році музей став філією Державного музею історії релігій.
У музеї зібрано інформацію про євреїв Гродненської області: промислових, державних та громадських діячів, діячів культури.
Постійна виставка включає й тему Голокосту. Окремий розділ присвячений праведникам світу, які врятували гроденців від переслідування нацистами. Тут зберігається багато унікальних свідчень того часу, серед експонатів записки дітей, які загинули в Освенцимі, аудіо- та відео розповіді свідків трагедії.

## Галерея

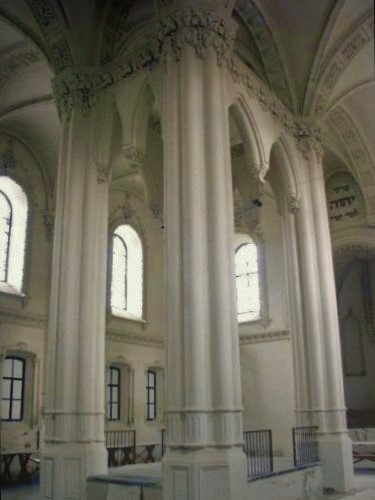
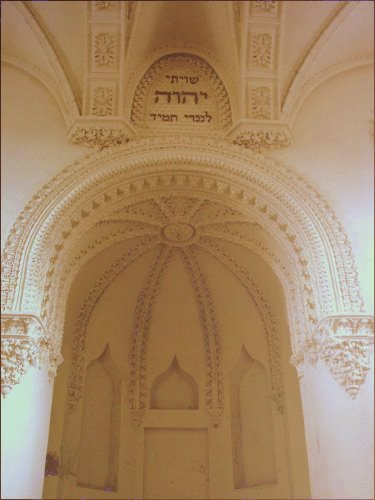
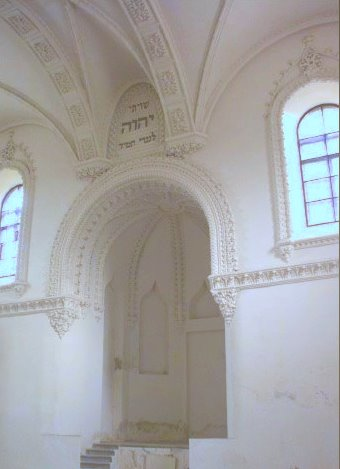
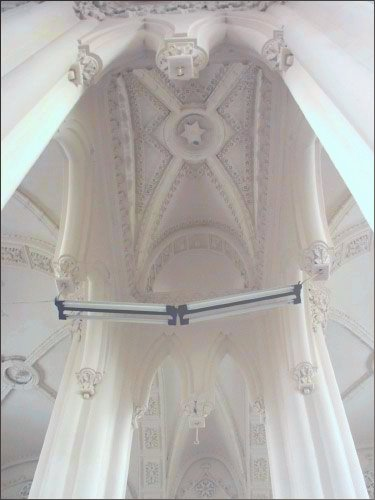
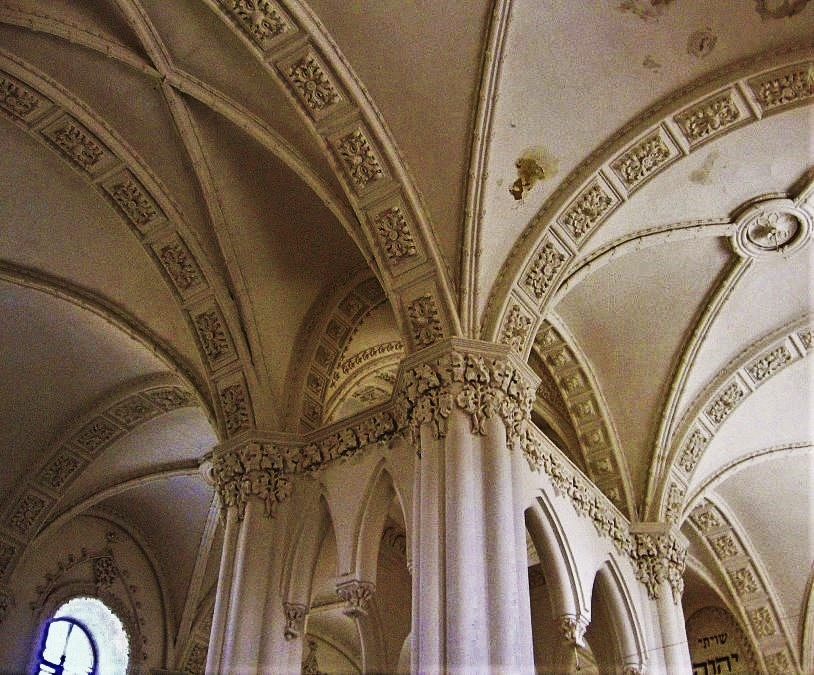
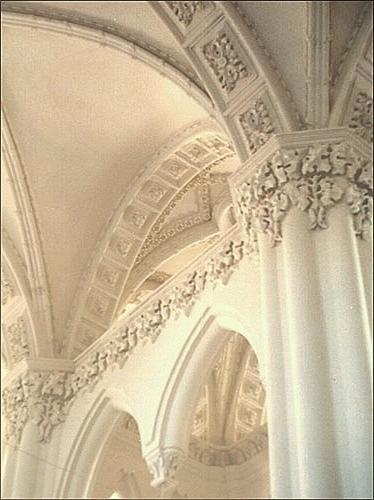
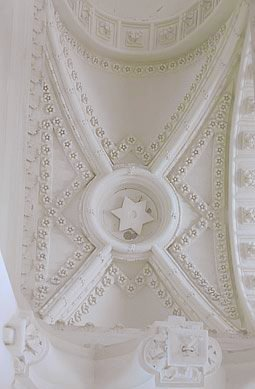
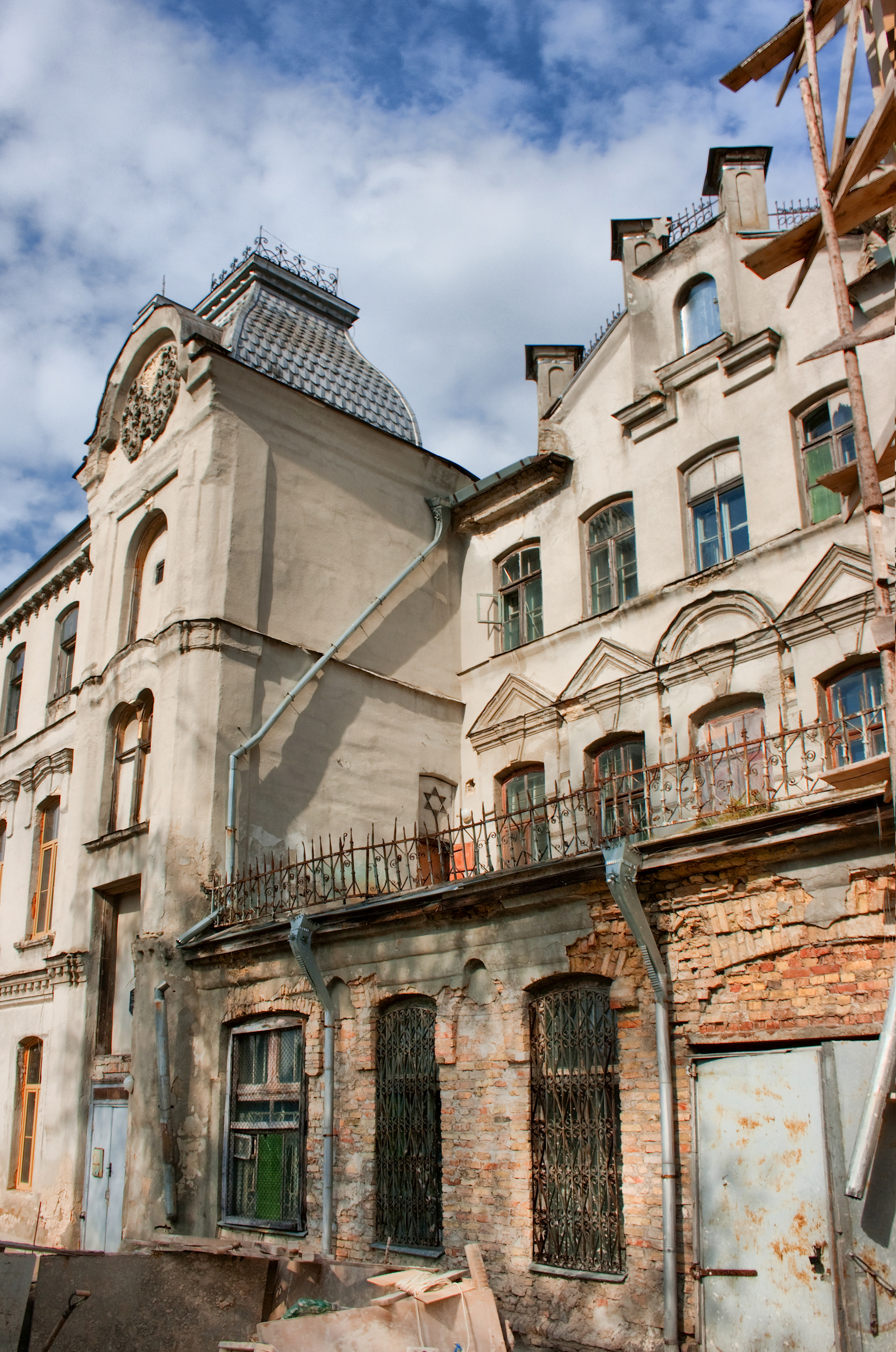
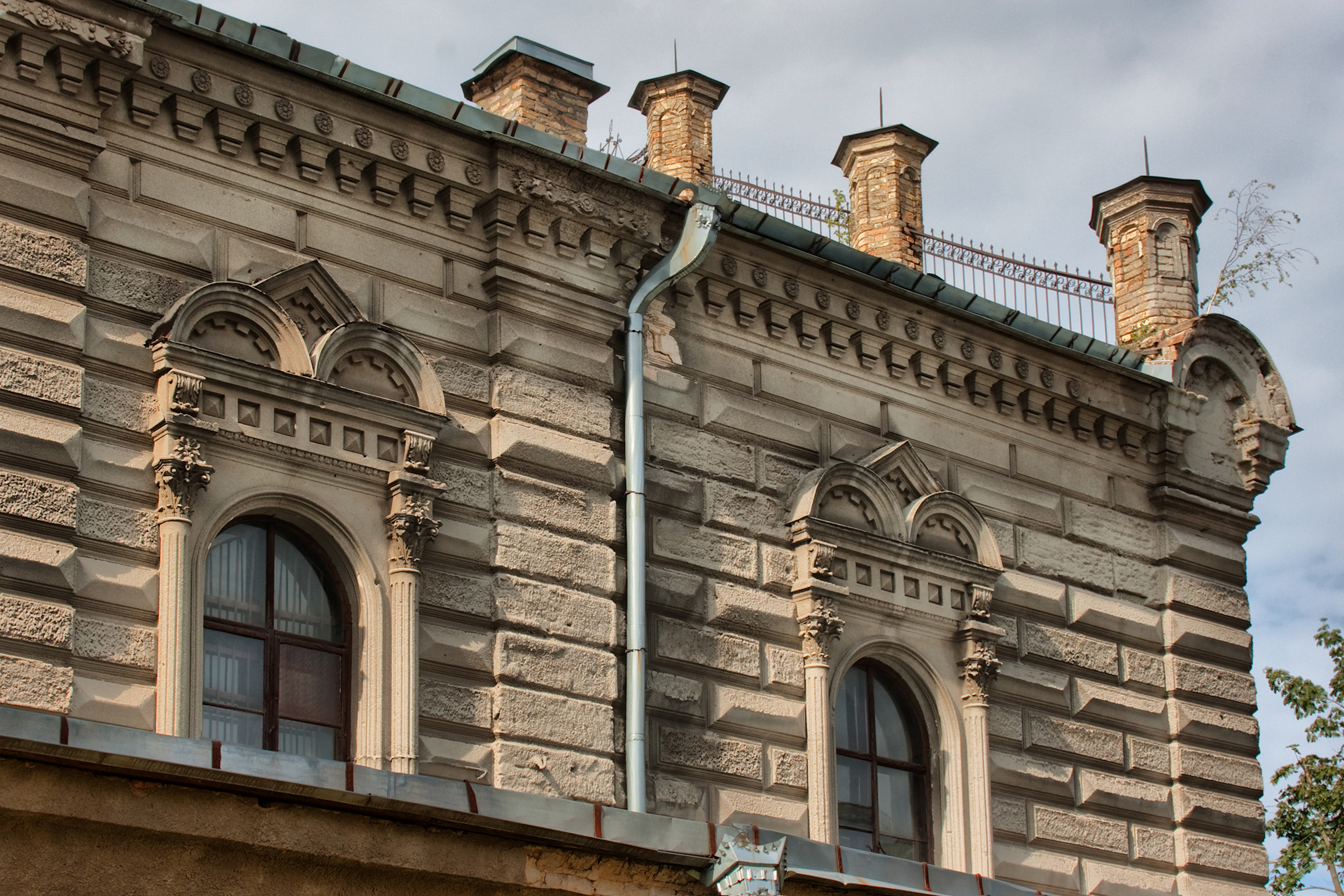